# Кенервай
Кенерва́й (Кенеровай; рос. Кенервай) — присілок в Якшур-Бодьїнському районі Удмуртії, Росія.
Населення — 18 осіб (2010; 29 в 2002).
Національний склад (2002):
- удмурти — 100 %